# Маријан Ристичевић
Маријан Ристичевић (Земун, 1. март 1958) српски је политичар и земљорадник. Председник је Народне сељачке странке и другопласирани такмичар треће сезоне ријалити-такмичења Фарма (2010).

## Биографија
Члан је Народне сељачке странке од њеног оснивања 1990. године, чији је био секретар одређено време. Постао је председник странке 2002. године, уместо дотадашњег Драгана Веселинова. Пре смене је Веселинов оптуживао Ристичевића за организовање кампање против странке и Веселинова, као и да му Ристичевић хоће преузети странку фалсификовањем потписа. У периоду од 1996. године до 2003. године је био секретар Коалиције „Војводина“, кад је његова странка избачена из Коалиције, па му је поништен републички мандат. Завршио је Вишу школу организације рада, живи у Новим Карловцима.
Био је председнички кандидат Народне сељачке странке на изборима за председника Републике Србије 2004. године и на изборима 2008. године.
Био је финалиста ријалити програма Фарма 2010. године, када је изгубио од певачице Катарине Живковић.

### Изборни резултати
На парламентарним изборима 2003. године учествовао је заједно са Бориславом Пелевићем под именом „За народно јединство“. На изборној листи су били и Драган Марковић Палма и Милан Парошки. Листа је освојила 68.537 гласова, односно 1,8% гласова.
На председничким изборима 2004. године је освојио 10.198 гласова, односно 0,33%
На председничким изборима 2008. године је освојио 18.500 гласова, односно 0,45%.